# Indépendance du Panama
Ne doit pas être confondu avec l'indépendance du Panama de l'Espagne.

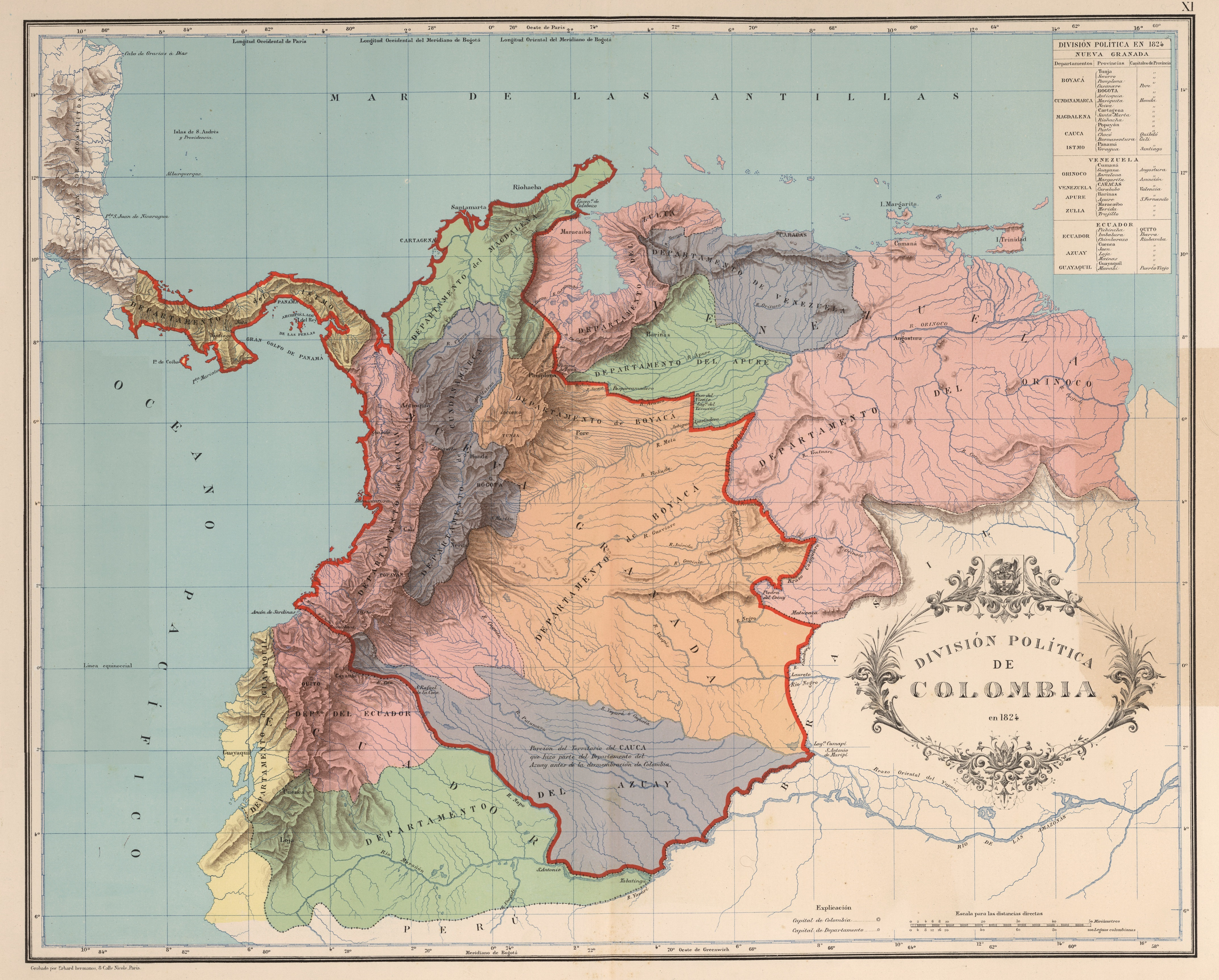
Carte montrant la réduction du territoire de la Colombie de 1824 (zone colorées incluant le Venezuela et l'Équateur) jusqu'en 1890 (ligne rouge). Le Panama est le territoire perdu en 1903, il est colorié en jaune dans la zone de l'isthme centraméricain.

L'indépendance du Panama a été formalisée le 3 novembre 1903 à la suite de la guerre des Mille Jours qui a abouti à la séparation du département de Panama de la république de Colombie pour former la république de Panama.

## Contexte
Après son indépendance de l'Espagne le 28 novembre 1821, le Panama fait partie de la Grande Colombie, État formé par Simón Bolívar comprenant également les actuels pays de Colombie, Équateur et Venezuela (comprenant alors une partie du Guyana), ainsi que la côte des Mosquitos au Nicaragua.

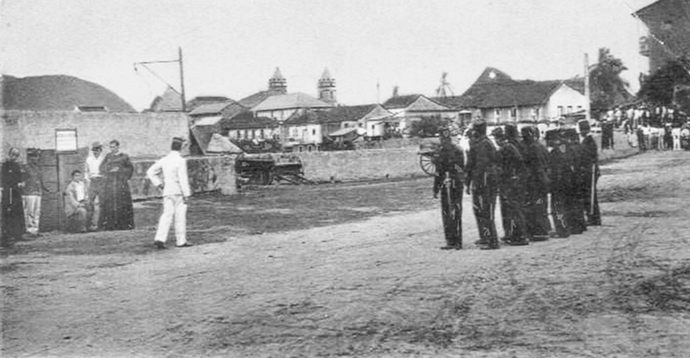
Exécution de, guérillero libéral panaméen (15 mai 1903).

Les luttes politiques entre fédéralistes et centralistes amènent des changements dans le statut juridique du Panama. Il est ainsi le département de l'Isthme durant les périodes de centralisme, État souverain du Panama durant les périodes de fédéralisme. Durant ces dernières périodes, en 1831 (année de la dissolution de la Grande Colombie), 1840-1841 (durant la guerre des Suprêmes) et 1899–1902 (durant la guerre des Mille Jours), le Panama tente de conquérir son indépendance. La guerre des Mille Jours s'achève par le traité de Wisconsin, que le représentant libéral Victoriano Lorenzo (es) refuse de reconnaître, ce qui entraîne son exécution le 15 mai 1903.
Le 25 juillet 1903, le siège du journal panaméen El Lápiz est pris d'assaut par le commandant militaire du Panama, le général José Vásquez Cobo, frère du ministre de la Guerre d'alors, en réponse à la publication d'articles détaillant les protestations et les exécutions au Panama. Cet événement affecte grandement la confiance des libéraux panaméens envers les conservateurs au pouvoir à Bogota et les pousseront à joindre le mouvement séparatiste.
En 1903, les États-Unis et la Colombie signent le traité Hay-Herran, pour finaliser la construction du canal de Panama mais le processus n'est pas achevé car le Congrès colombien rejette la mesure le 12 août 1903. Dès lors, les États-Unis apportent leur soutien au mouvement séparatiste du Panama pour prendre le contrôle de la zone où se trouve le chantier de la première tentative française de construction du canal.

## L'indépendance
José Agustín Arango, politicien panaméen, commence à travailler en secret au développement du mouvement séparatiste. Une junte révolutionnaire clandestine est formée autour de lui pour planifier une révolution visant à consolider la séparation de l'isthme de la tutelle colombienne pour négocier directement avec les États-Unis la construction du canal. Le réseau de conspirateurs, en plus d'Arango lui-même, est constitué de Manuel Amador Guerrero, médecin, Nicanor de Obarrio (es), militaire et général de l'armée colombienne et par d'autres comme Ricardo Arias, Federico Boyd, Carlos Constantino Arosemena, Tomás Arias (es) et Manuel Espinosa Batista (es). Mais la partie opérationnelle, la plus risquée, revient à Amador Guerrero, qui voyage aux États-Unis à la recherche de soutien pour le plan alors que les forces américaines avaient aidé dans le passé l'armée colombienne au cours de la guerre des Mille Jours. Le complot dispose au Panama du soutien d'importants représentants libéraux et du commandant militaire, Esteban Huertas.
Avec tous ces appuis, le plan d'exécution séparatiste est planifié pour une journée indéfinie de novembre 1903. Cependant, une rumeur circulant en Colombie est sur le point de faire échouer le plan. Les rapports reçus à Bogota font état d'une prétendue invasion de l'Isthme par le Nicaragua dans la région de Calovébora, sur la côte nord du Panama. Ce rapport, et les rumeurs persistantes au sujet de quelque chose qui se trame au Panama, incite la Colombie à mobiliser le bataillon de tirailleurs de Barranquilla. Le commandant de ce bataillon reçoit secrètement des instructions pour remplacer José Domingo de Obaldía et le général Esteban Huertas, dans lequel Bogota n'a plus confiance.
Le bataillon de tirailleurs, commandé par le général John B. Tovar et Ramon G. Amaya, arrive dans la ville de Colón dans la matinée du 3 novembre 1903. Il n'a aucun mal à débarquer, mais le transport vers Panamá subit de nombreux contretemps du fait de la complicité des autorités du chemin de fer du Panama avec les conspirateurs, y compris le surintendant américain J.R. Shaler. Après de nombreuses péripéties, les chefs colombiens parviennent à rejoindre la capitale, la troupe étant demeurée à Colón sous les ordres du colonel Eliseo Torres. Une fois dans la ville de Panama, Juan B. Tovar et les officiers qui l'accompagnent sont arrêtés sur les instructions du général Esteban Huertas, qui est aux commandes du bataillon Colombia.
Après avoir pris connaissance de l'action révolutionnaire imminente, John Hubbard, le commandant du navire américain Nashville, alors dans les eaux portuaires et qui avait déjà retardé le débarquement des troupes colombiennes à Colón, s'oppose à leur transport et à tout autre débarquement ultérieur, arguant que doit être respectée la neutralité du chemin de fer, un argument que les autorités américaines avaient utilisé dans le passé dans la situation inverse.
Une fois le contingent de l'armée colombienne emprisonné et la mobilisation de troupes à Colón annulée, les actions se précipitent pour procéder rapidement à la sécession de l'Isthme. La junte révolutionnaire déclare dans l'après-midi la séparation de l'isthme. Certains panaméens prennent d'assaut les armureries et prennent les armes, mais n'auront pas besoin de les utiliser. Le représentant de l'autorité colombienne, le gouverneur José Domingo de Obaldía, est placé en garde à vue.
Un escadron naval ancré dans la baie de Panama est contraint de se rendre sans résistance. Le conseil municipal se réunit sous la présidence de Demetrio Honorato Brid (la plus haute autorité dans le territoire panaméen avant l'émergence d'un gouvernement de facto), et proclame par un acte de volonté du peuple être libre et établir un gouvernement propre, indépendant et souverain sous le nom république du Panama. Demetrio H. Brid devient alors de facto le premier président de la république nouvellement formée du Panama. Il nomme le Conseil d'administration provisoire le 4 novembre 1903, qui est responsable de l'administration de l'État jusqu'à ce que l'Assemblée nationale constituante de février 1904 désigne Manuel Amador Guerrero comme premier président constitutionnel de la république du Panama.

## Conséquences
Le 13 novembre 1903, les États-Unis reconnaissent officiellement la république du Panama (après l'avoir reconnue officieusement entre le 6 et le 7 novembre), la France fait de même le lendemain, et à la fin de novembre, quinze autres pays d'Amérique, d'Europe et d'Asie, reconnaissent le nouveau pays.
Le 18 novembre de la même année, le secrétaire d'État John Hay signe avec Philippe Bunau-Varilla un traité pour la construction du canal interocéanique, un traité controversé pour la rapidité avec laquelle il est approuvé et parce que Bunau-Varilla s'est proposé comme représentant du gouvernement panaméen. Toutefois, le traité est par la suite ratifié par le Conseil intérimaire de gouvernement du Panama et le Sénat américain.
En Colombie, la nouvelle de la séparation de Panama n'est pas connue avant le 6 novembre à Bogota. La raison donnée pour ce retard est que le câble sous-marin qui rend la communication possible entre les deux régions a été endommagé durant ces quelques jours. C'est l'ambassadeur de Colombie en Équateur, qui apprend la nouvelle au gouvernement colombien, qui la cache durant quelques jours, afin d'éviter que d'éventuelles perturbations se produisent à Bogota.